# Polishop TV
Polishop TV é o canal de TV próprio da Polishop, cujo fundador é o empresário João Appolinário.

## História
O canal Polishop TV surge do desejo da empresa Polishop de possuir um canal de TV através do qual veicular seus programas de vendas e divulgar seus produtos 24 horas por dia.  

### Características
Originalmente, o canal Polishop TV podia ser sintonizado apenas pelo sinal aberto parabólico analógico, utilizando uma grande antena parabólica e um receptor adequado (sintonizado em 3850 MHz; 1300 MHz Banda L, polarização horizontal). O sinal foi transmitido também em alta definição na frequência 4153 MHz @ 7200 ksps, polarização horizontal, do satélite Star One C1.
Hoje, o sinal é transmitido em alta definição na frequência 11740 MHz @ 29900 ksps, polarização horizontal, do satélite Star One D2.